# 鈴江泰造
鈴江 泰造（すずえ たいぞう、1848年〈嘉永元年2月〉 - 1906年〈明治39年〉2月11日）は、日本の政治家（衆議院議員、島根県第2区選出、当選1回）、島根県の大地主。

## 人物
出雲国飯石郡（現島根県）生まれ。村長、県会議員に挙げられる。1894年、第4回衆議院議員総選挙で島根県第2区より選ばれて衆議院議員となる。実業同志倶楽部、大手倶楽部に所属。
地方殖産、特に養蚕業、茶業の作興に尽瘁する。住所は島根県飯石郡飯石村。子の鈴江言一は社会運動家、中国革命史研究者。